# テッド・フィオ・リト
テッド・フィオ・リト（Ted Fio Rito, 1900年12月20日 - 1971年7月22日）は、アメリカ合衆国のミュージシャン、作曲家。本名はテオドーレ・サルヴァトーレ・フィオリト(Teodore Salvatore Fiorito)弟アーニー・フィオリトも作曲家・指揮者として活躍した。

## 経歴
ニューアーク出身のイタリア移民の家に生まれる。19歳でニューヨークのコロンビア社のスタジオにピアニストとして就職し、ハリー・ヤーキスのバンドのレコーディング等に参加した。また、ヤーキスやアート・ハイマンらのために作曲もこなし、1921年にはシカゴに移ってダン・ルッソのバンドの共同リーダーとなったが、ルッソの脱退により自らの名前を冠したバンドを持つようになった。1922年に《トゥート・トゥート・トーツィー・グッドバイ》の作曲を手掛けてヒットし、作曲家として注目されるようになった。その後も《チャーリー・マイボーイ》《ロール・アロング・プレーリー・ムーン》《私は知らなかった》《リオ・リタ》《月が高くのぼった時》などのヒット曲を飛ばし続けた。1950年代から人気を失ったが、小編成のバンドでラスベガスを中心に演奏活動を行った。
スコッツデールにて死去。